# Daubreeïta
|  | No s'ha de confondre amb la daubreelita, un mineral de la classe dels sulfurs.. |

La daubreeïta és un mineral de la classe dels halurs, que pertany al grup de la matlockita. Rep el seu nom per Gabriel Auguste Daubrée (1814-1896), mineralogista, geòleg i professor a Estrasburg i al Museu Nacional d'Història Natural de París. Va ser guardonat amb la Medalla Wollaston l'any 1880. La daubreelita també és anomenada en honor seu.

## Característiques
La daubreeïta és un halur de fórmula química (BiO)(OH,Cl). Cristal·litza en el sistema tetragonal. La seva duresa a l'escala de Mohs oscil·la entre 2 i 2,5.
Segons la classificació de Nickel-Strunz, la daubreeïta pertany a «03.DC - Oxihalurs, hidroxihalurs i halurs amb doble enllaç, amb Pb (As,Sb,Bi), sense Cu» juntament amb els següents minerals: laurionita, paralaurionita, fiedlerita, penfieldita, laurelita, bismoclita, matlockita, rorisita, zavaritskita, zhangpeishanita, nadorita, perita, aravaipaïta, calcioaravaipaïta, thorikosita, mereheadita, blixita, pinalita, symesita, ecdemita, heliofil·lita, mendipita, damaraïta, onoratoïta, cotunnita, pseudocotunnita i barstowita.

## Formació i jaciments
Va ser descoberta a la mina Constancia, al districte d'Atocha-Quechisla, a la província de Nor Chichas (Departament de Potosí, Bolívia). També ha estat descrita en una altra mina boliviana propera, així com a Austràlia, la República Txeca, Itàlia i els Estats Units.